# Schloss Castell
Das Schloss Castell liegt in der Gemeinde Tägerwilen im schweizerischen Kanton Thurgau. Es gehört zu den bedeutendsten historistischen Schlossanlagen der Schweiz. Östlich davon stehen die Ruinen der aus dem 12. Jahrhundert stammenden Burg Castell, die eine der grössten mittelalterlichen Wehranlagen im Bodenseeraum ist.

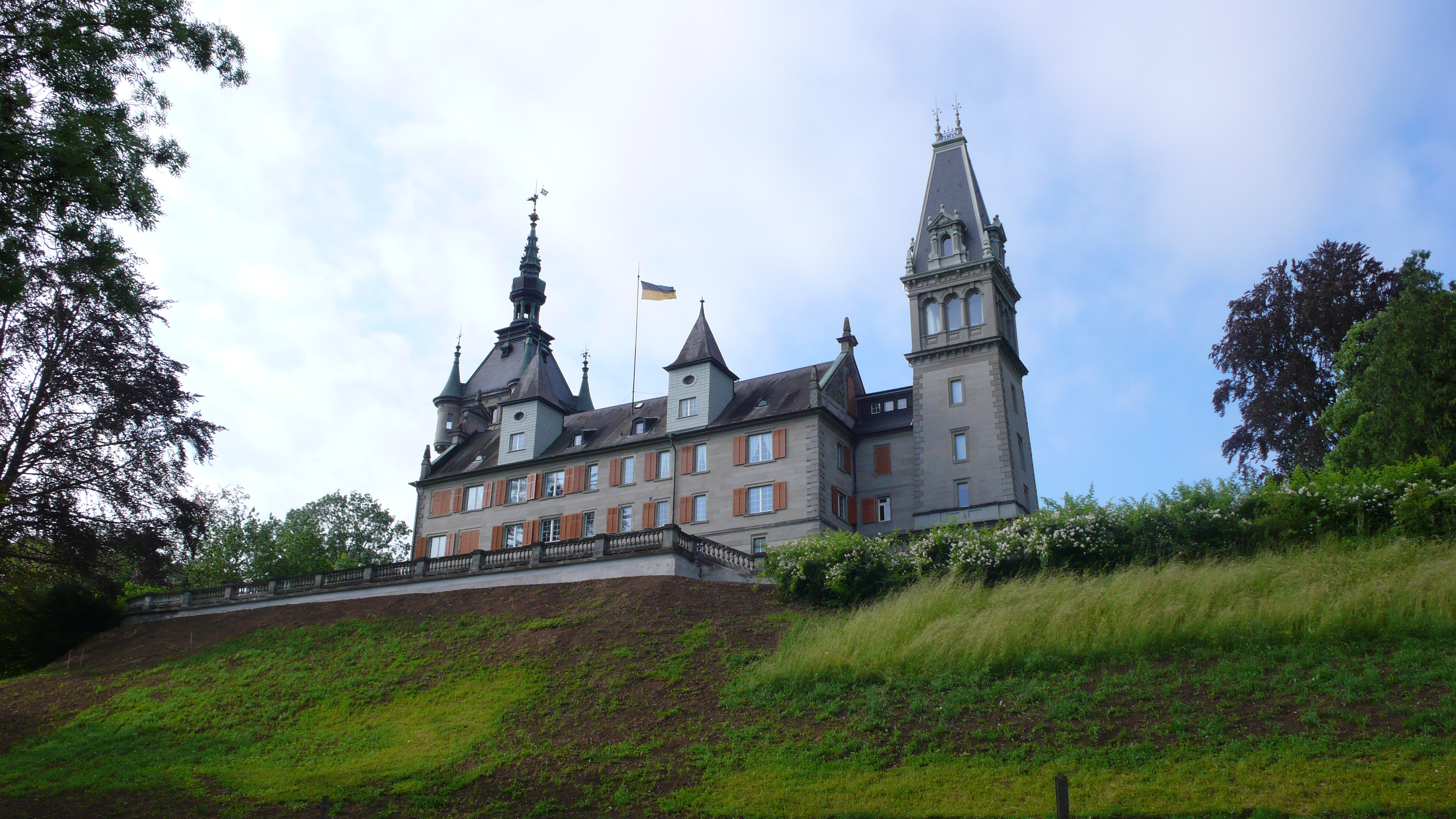
Nordseite von Schloss Castell

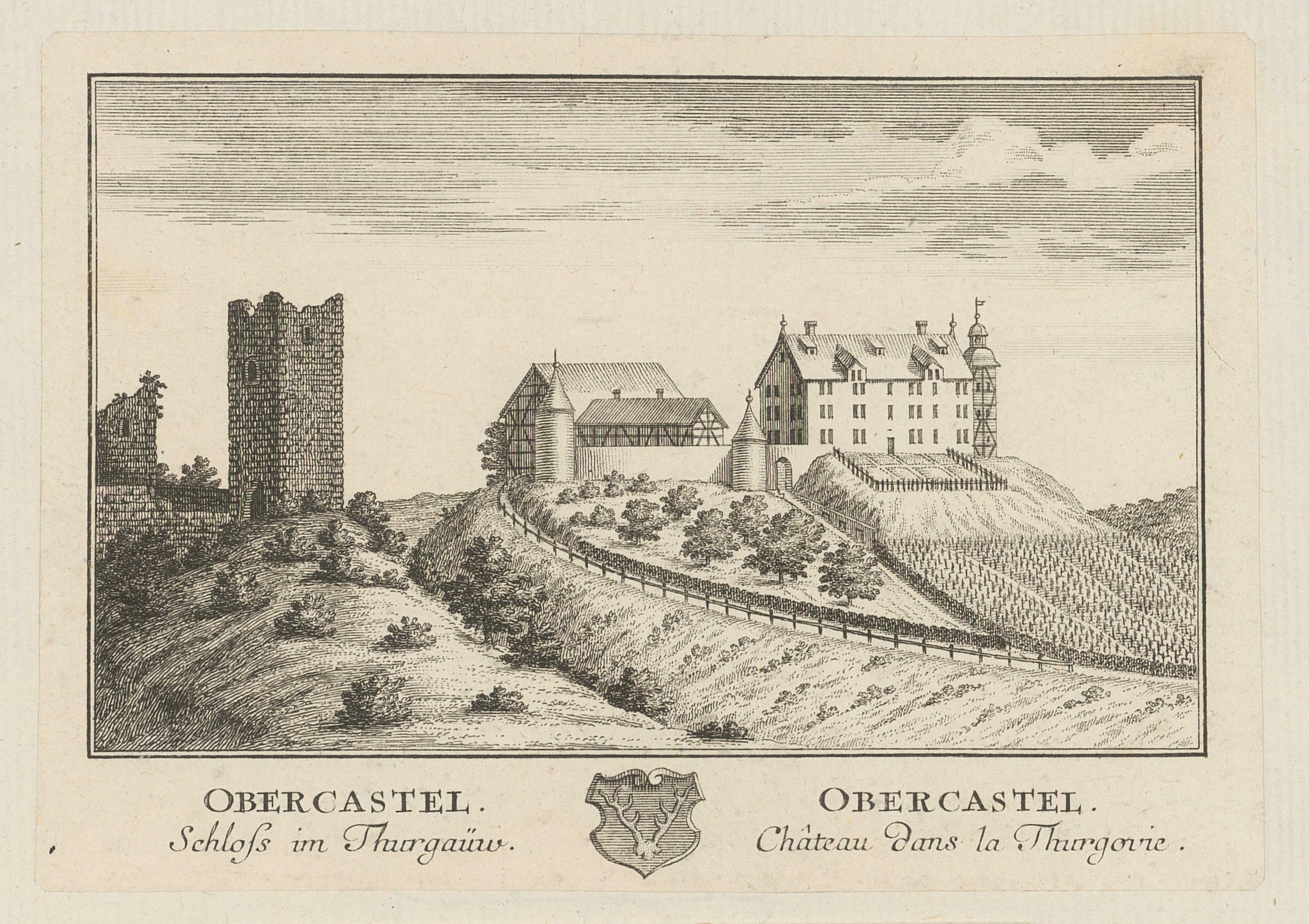
Das Schloss in der Mitte des 18. Jahrhunderts in einem Stich von David Herrliberger

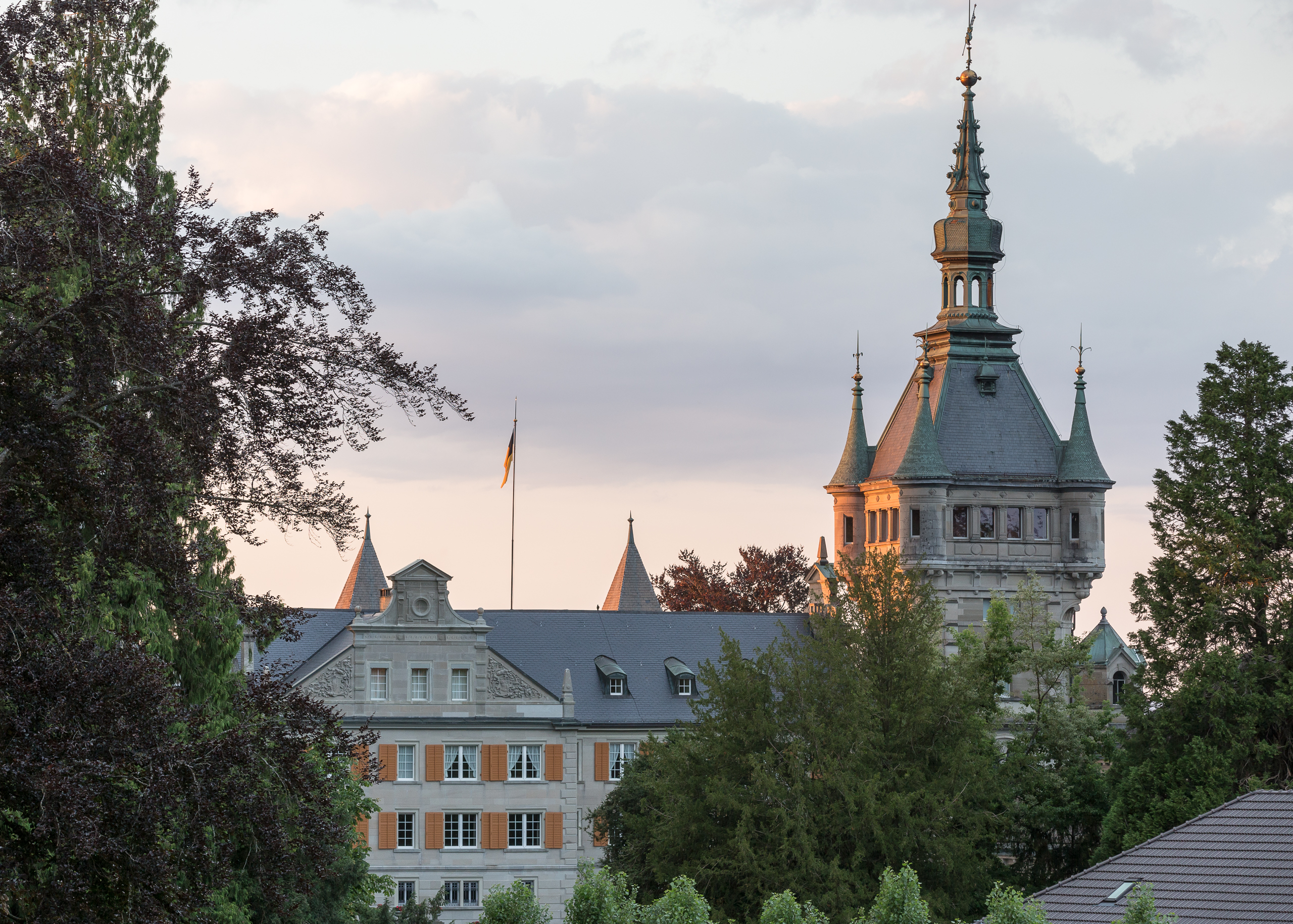
Südseite

## Geschichte
Das Schloss Castell, manchmal auch als Ober-Castell bezeichnet, liegt oberhalb der Gemeinde Tägerwilen auf einer Anhöhe des Thurgauer Seerückens. Es geht zurück auf den Junker Konrad Vogt von Wartenfels aus Konstanz, der 1585 anstelle eines Bauernhauses einen Herrensitz im Stil der Spätrenaissance errichten liess, der bis heute den Kern der Anlage bildet. Vor 1635 wechselte der Besitz zu Junker Beat Jakob Segesser von Brunegg, der bischöflich-konstanzischer Obervogt zu Klingnau und Arbon war. 1661 gelangte das Anwesen in den Besitz der St. Galler Brüder Zollikofer von Altenklingen, welche 1725 einen Umbau des Schlosses veranlassten.
Dieses ging 1790 an den Junker Daniel von Scherer aus St. Gallen über. 1871 wurden auf dem Anwesen für vier Wochen 506 Mitglieder der Bourbaki-Armee untergebracht. Ein Nachkomme von Daniel von Scherer, Baron Maximilian (Max) von Scherer-Scherburg (1848–1901), liess den Sitz zwischen 1878 und 1894 durch den Architekten Emil Otto Tafel zum repräsentativen Neorenaissance-Schloss umgestalten. Zwischen 1892 und 1894 wurde das Anwesen zudem von Carl von Häberlin mit Fresken ausgeschmückt, die verschiedene Abschnitte aus der Geschichte des Schlosses darstellen. Von der Innenausstattung verdient ferner die Nachbildung eines „maurischen Saals“ aus der Alhambra in Granada (Spanien) Erwähnung.
Durch Erbschaft gelangte das Schloss 1901 in den Besitz der Familie von Stockar-Scherer-Castell, denen es heute bereits in der vierten Generation gehört. Ein Landwirtschafts- und Forstbetrieb von insgesamt 160 Hektaren bildet die wirtschaftliche Grundlage des Anwesens.
Schloss Castell ist für die Öffentlichkeit nicht zugänglich, kann aber durch eine Sichtschneise von der vorbeiführenden Strasse aus gut eingesehen werden. Öffentlich zugänglich sind der zum Schloss gehörende Weiher und der umliegende Wald, sowie die nahegelegene Burgruine Castell.